# زين العابدين توفيق
زين العابدين توفيق هو مذيع وصحفي مصري في قناة الجزيرة.
تخرج زين العابدين من قسم الصحافة بکلیة الإعلام بجامعة القاهرة عام 1991، وعمل في الصحف المصریة الیومیة ووکالات أنباء دولیة من القاهرة من عام 1991 حتى عام 1999. كما عمل محررا بوکالة رويترز ووکالة الأنباء الألمانیة في القاهرة من عام 1993 حتى عام 1999.
ومن ثم انضم إلی القسم العربي بهیئة الإذاعة البریطانیة (بي بي سي) أول عام 1999 محررا ثم مذیعا للأخبار والبرامج الإخباریة حتی عام 2012، قضى العامين الأخيرين له هناك في تلفزيون بي بي سي العربیة، وقدم الأخبار وبرامج مثل أجندة مفتوحة وساعة حساب ولقاء. قبل أن يستقيل صيف 2012 ويحط الرحال في شبكة الجزيرة من بوابة قناة الجزيرة مباشر مباشر حتی نوفمبر 2015، ثم انتقل للقناة الأم (الجزيرة)، ويعتبر منذ ذلك يعتبر أحد المذيعين الأساسيين للأخبار والبرامج في القناة.

## الخبرات
طوال تاریخه المهني شارك توفيق في تغطیات إخباریة ميدانية متعددة من العراق و‌اليمن و‌سوريا و‌تركيا و‌تونس و‌مصر و‌المغرب و‌ليبيا.
 عمل كمدرب معتمد لدى قسم التدریب في بي بي سي ويُدرب الآن في معهد الجزيرة للإعلام، كما سبق أن قدّم دورات للصحفیین والإعلامیین في عدید من الأقطار العربیة.